# Senagi jezici
Senagi jezici, jezična papuanska porodica s Nove Gvineje koja obuhvaća svega dva jezika kojima se služi blizu 3,000 ljudi u kasnom 20. stoljeću.
Porodica se prije prema Wurmu smatrala dijelom transnovogvinejske porodice, dok se prema Rossu vodi kao samostalna porodica. Jezike koje obuhvaća su dera južno od Jayapure u indonezijskom dijelu Nove Gvineje i provinciji Sandaun u Papui Novoj Gvineji, i jezik Angor u distriktu Amanab u provinciji Sandaun.

## Vanjske poveznice
- Ethnologue (14th)
- Ethnologue (15th)